# L'Oracle de Delphes
L'Oracle de Delphes er en fransk stumfilm fra 1903 af Georges Méliès.